# 大輝煌正人
大輝煌 正人（だいきこう まさと、1967年9月15日 - 2009年6月6日）は、和歌山県御坊市出身で武蔵川部屋に所属した大相撲力士。本名は林 正人（はやし まさと）。身長186cm、体重165kg。得意手は右四つ、寄り。最高位は東前頭15枚目（1991年1月場所）。血液型A型、趣味はパチンコ。
年6場所制下では史上初めて十両を1場所で通過して幕内に昇進したが、故障に悩まされて現役生活はわずか3年あまりに終わった。
後述の通り、廃業時点では輝ノ海 正人（てるのうみ まさと）を名乗っていたが、本項では幕内在位時に名乗っていた大輝煌に統一して記述する。

## 来歴
御坊市立御坊中学校時代から全国大会で活躍し、3年生の時には中学生横綱を獲得した。県立箕島高校を卒業後は近畿大学に進学し、4年生の時には全国学生相撲選手権大会で優勝を果たし学生横綱を獲得した。大学卒業後は大学の先輩である元大関・朝潮（当時の山響親方）が継承することが内定していた若松部屋への入門が確実視されていたが、一転して武蔵川部屋に入門。
1990年3月場所に於いて幕下最下位格付出で初土俵を踏むと2場所目の同年5月場所で幕下優勝。次いで、西幕下4枚目で迎えた同年9月場所では2度目の幕下優勝を7戦全勝で果たし、場所後に十両に昇進。武蔵川部屋初の関取となった。同時に四股名を、本名の林から大輝煌に改めた。前述のような経緯を辿ったことで近畿大学相撲部OB会からは除名状態となり、十両昇進時には近畿大学から化粧廻しを贈られることがなかった。
新十両となった11月場所でも勢いは留まることを知らず、11勝4敗と大勝ちして優勝。当場所では西十両9枚目と新十両としては比較的高位に在位したことと、翌場所から幕内の定員が2名増員されたことなどの運にも恵まれて、翌1991年1月場所で新入幕を果たした。
しかし同場所の直前に足を痛めて、5勝10敗と大きく負け越して1場所で十両に陥落。その後も、取組中に極め出しを食らい腕を骨折したり、首を痛めるなど故障に悩まされ、1992年1月場所では幕下に陥落してしまう。以後は2度十両に復帰したが、故障の影響で本来の相撲が全く取れなくなり、自身と同じく学生相撲から鳴り物入りで武蔵川部屋に入門した尾曽（後の大関・武双山）と入れ替わるかのように、1993年5月場所を最後に現役を引退した。大輝煌の四股名を名乗っていたのは1992年7月場所迄で、現役晩年の1992年9月場所及び11月場所は四股名を本名の林に戻し、3度目の十両昇進を決めた1993年1月場所以降は輝ノ海の四股名を名乗った。
晩年は会社員に転身し、自動車整備士として働いていた。2009年6月6日16時頃、脳出血により和歌山県内の自宅で急死した。41歳没。

## 主な成績・記録
- 通算成績：100勝87敗33休 勝率.535
- 幕内成績：5勝10敗 勝率.333
- 現役在位：20場所
- 幕内在位：1場所
- 各段優勝
  - 十両優勝：1回（1990年11月場所）
  - 幕下優勝：3回（1990年5月場所、1990年9月場所、1992年3月場所）

### 場所別成績
| | 一月場所 初場所（東京） | 三月場所 春場所（大阪） | 五月場所 夏場所（東京） | 七月場所 名古屋場所（愛知） | 九月場所 秋場所（東京）  | 十一月場所 九州場所（福岡） |
| --- | ----------------------- | ----------------------- | ----------------------- | --------------------------- | ------------------------ | --------------------------- |
| 1990年 （平成2年） | x                       | 幕下付出60枚目 5–2      | 西幕下37枚目 優勝 6–1   | 東幕下17枚目 6–1            | 西幕下4枚目 優勝 7–0     | 西十両9枚目 優勝 11–4       |
| 1991年 （平成3年） | 東前頭15枚目 5–10       | 西十両4枚目 7–8         | 東十両6枚目 9–6         | 東十両筆頭 1–3–11           | 西十両10枚目 休場 0–0–15 | 西十両10枚目 6–9            |
| 1992年 （平成4年） | 西幕下筆頭 2–5          | 西幕下9枚目 優勝 7–0    | 西十両10枚目 4–11       | 西幕下2枚目 2–5             | 東幕下13枚目 5–2         | 東幕下4枚目 4–3             |
| 1993年 （平成5年） | 西十両13枚目 8–7        | 西十両10枚目 5–10       | 東幕下2枚目 引退 0–0–7  | x                           | x                        | x                           |
| 各欄の数字は、「勝ち-負け-休場」を示す。 優勝 引退 休場 十両 幕下 三賞：敢=敢闘賞、殊=殊勲賞、技=技能賞 その他：★=金星 番付階級：幕内 - 十両 - 幕下 - 三段目 - 序二段 - 序ノ口 幕内序列：横綱 - 大関 - 関脇 - 小結 - 前頭（「#数字」は各位内の序列） |                         |                         |                         |                             |                          |                             |

## 幕内対戦成績
| 力士名 | 勝数 | 負数 | 力士名 | 勝数 | 負数 | 力士名   | 勝数 | 負数 | 力士名 | 勝数 | 負数 |
| ------ | ---- | ---- | ------ | ---- | ---- | -------- | ---- | ---- | ------ | ---- | ---- |
| 恵那櫻 | 0    | 1    | 大若松 | 1    | 0    | 春日富士 | 1    | 0    | 北勝鬨 | 0    | 1    |
| 琴稲妻 | 1    | 0    | 琴椿   | 0    | 1    | 貴花田   | 0    | 1    | 多賀竜 | 0    | 1    |
| 巴富士 | 1    | 0    | 水戸泉 | 0    | 1    | 若花田   | 0    | 1    |        |      |      |

## 改名歴
- 林 正人（はやし まさと）1990年3月場所-同年9月場所、1992年9月場所-同年11月場所
- 大輝煌 正人（だいきこう - ）1990年11月場所-1992年7月場所
- 輝ノ海 正人（てるのうみ - ）1993年1月場所-同年5月場所